# 三枡大五郎 (5代目)
五代目 三枡大五郎（ごだいめ みます だいごろう、1810年（文化7年） - 1873年（明治6年）11月1日）は、幕末から明治初期にかけて、上方で活躍した歌舞伎役者。屋号は淀屋、京枡屋。俳名は梅車、梅升。
歌舞伎役者中村三津蔵の子。幼くして四代目三枡大五郎に入門し三枡福之助、さらに三枡蔵之助と改名し、子供芝居の一座で修行する。1831年（天保2年）、4代目三枡他人を襲名し浜芝居などで活躍。長年にわたる精進が認められ、1845年（弘化2年）師匠の俳名三枡梅舎を名乗る。同年江戸に下り、市村座などの舞台に出演。翌1846年（弘化3年）11月、市村座で四代目中村歌右衛門に認められて門人となり二代目中村源之助と名乗る。
江戸の修業を終えて1850年（嘉永3年）帰阪、8月の角の芝居「敵討兄弟標」で前名の三枡梅舎に戻る。こうして人気役者として活躍し、師の没後、1864年（元治元年）、京都南座「仮名手本忠臣蔵」で五代目三枡大五郎を襲名する。以後、7代目嵐雛助らとともに、初代實川延若、初代市川右團次、中村宗十郎らの新時代の役者が出る直前の上方劇壇で活躍。1873年（明治6年）9月、大阪角の芝居『大汐噂聞書』における大塩平八郎を勤めるが、病に倒れ、11月に死去する。
立派な容姿と口跡に恵まれ、時代物の立役として活躍。また実悪、老役にも優れていた。
後継者に恵まれず、実子三枡福之助に先立たれ、養子の五代目三枡他人、門人の二代目三枡稲丸などはいずれも大成せず、上方歌舞伎の「三枡」姓を名乗る役者は五代目をもってその姿を消した。